# Plectrist
| Recensione | Giudizio |
| ---------- | -------- |
| AllMusic   |          |

Plectrist è il primo (e unico in veste da leader) album del chitarrista jazz statunitense Billy Bauer, pubblicato dalla Norgran Records nell'agosto del 1956.

## Tracce

### LP
(1956, Norgran Records, MG N 1082)
Lato A (MG N-1082-A)
1. It's a Blue World (strumentale) – 4:10 (George Forest, Robert Wright) – Registrato il 23 gennaio 1956
2. Maybe I Love You Too Much (strumentale) – 2:31 (Irving Berlin) – Registrato il 23 gennaio 1956
3. Lincoln Tunnel – 4:05 (musica: Billy Bauer) – Registrato il 23 gennaio 1956
4. Night Cruise – 4:44 (musica: Billy Bauer) – Registrato il 23 gennaio 1956
5. Too Marvelous for Words (strumentale) – 2:59 (testo: Johnny Mercer – musica: Richard A. Whiting) – Registrato il 12 marzo 1956

Durata totale: 18:29
Lato B (MG N-1082-B)
1. Lady Estelle's Dream – 3:39 (musica: Billy Bauer) – Registrato il 12 marzo 1956
2. You'd Be So Nice to Come Home To (strumentale) – 3:12 (Cole Porter) – Registrato il 12 marzo 1956
3. When It's Sleepy Time Down South (strumentale) – 3:45 (Clarence Muse , Leon René, Otis René) – Registrato il 12 marzo 1956
4. The Way You Look Tonight (strumentale) – 3:38 (testo: Dorothy Fields – musica: Jerome Kern) – Registrato il 12 marzo 1956
5. Lullaby of the Leaves (strumentale) – 3:58 (testo: Joe Young – musica: Bernice Petkere) – Registrato il 12 marzo 1956
6. Blue Mist – 2:11 (musica: Billy Bauer) – Registrato il 12 marzo 1956

Durata totale: 20:23

### CD
(2000, Verve Records, 314 517060-2)
1. It's a Blue World – 4:10 (George Forest, Robert Wright)
2. Maybe I Love You Too Much – 2:31 (Irving Berlin)
3. Lincoln Tunnel – 4:05 (musica: Billy Bauer)
4. Night Cruise – 4:44 (musica: Billy Bauer)
5. Too Marvelous for Words – 2:59 (testo: Johnny Mercer – musica: Richard A. Whiting)
6. Lady Estelle's Dream – 3:39 (musica: Billy Bauer)
7. You'd Be So Nice to Come Home To – 3:12 (Cole Porter=)
8. When It's Sleepy Time Down South – 3:45 (Clarence Muse , Leon René, Otis René)
9. The Way You Look Tonight – 3:38 (testo: Dorothy Fields – musica: Jerome Kern)
10. Lullaby of the Leaves – 3:58 (testo: Joe Young – musica: Bernice Petkere)
11. Blue Mist – 2:11 (musica: Billy Bauer)
12. The Way You Look Tonight (strumentale) – 3:43 (testo: Dorothy Fields – musica: Jerome Kern) – Traccia bonus - alternate take
13. The Way You Look Tonight (strumentale) – 3:46 (testo: Dorothy Fields – musica: Jerome Kern) – Traccia bonus - alternate take
14. The Way You Look Tonight (strumentale) – 3:47 (testo: Dorothy Fields – musica: Jerome Kern) – Traccia bonus - alternate take
15. Lullaby of the Leaves (strumentale) – 4:10 (testo: Joe Young – musica: Bernice Petkere) – Traccia bonus - alternate take

Durata totale: 54:18

## Formazione

### Gruppo
The Billy Bauer Quartet:
- Billy Bauer – chitarra
- Andrew Ackers – pianoforte
- Milt Hinton – contrabbasso
- Osie Johnson – batteria

### Produzione
- Norman Granz – produzione
- Registrazioni effettuate il 23 gennaio e 12 marzo del 1956 al Fine Sound di New York City, New York[3]
- Herman Leonard – foto copertina album originale[4]